# Mehdi Mahdavikia
Mehdi Mahdavikia (persiska: مهدی مهدوی کیا), född den 24 juli 1977 i Teheran, är en iransk före detta fotbollsspelare. Han gjorde under sin karriär 110 landskamper för det iranska fotbollslandslaget. Mahdavikia gjorde sig internationellt känd under VM 1998 i Frankrike som en offensiv högerback i det iranska landslaget.